# Marathon féminin aux Jeux olympiques d'été de 2016
Pour un article plus général, voir Athlétisme aux Jeux olympiques d'été de 2016.
Navigation
Londres 2012 Tokyo 2020
L'épreuve du marathon féminin aux Jeux olympiques de 2016 se déroule le 14 août 2016 dans les rues de Rio de Janeiro, au Brésil, avec un départ et une arrivée fixés sur le sambodrome Marquês-de-Sapucaí. Elle est remportée par la Kényane Jemima Sumgong dans le temps de 2 h 24 min 4 s. Toutefois les deux marathoniennes arrivées en tête de la course sont suspendues pour dopage à l’EPO peu après.

## Programme
Tous les temps correspondent à l'UTC-3
| Date                  | Horaire | Manche |
| --------------------- | ------- | ------ |
| Dimanche 14 août 2016 | 9 h 30  | Finale |

## Records
Avant cette compétition, les records dans cette discipline étaient les suivants :
| Record du monde  | 2 h 15 min 25 | Paula Radcliffe | Royaume-Uni | 13 avril 2003    | Londres |
| Record olympique | 2 h 23 min 14 | Naoko Takahashi | Japon       | 9 septembre 2000 | Sydney  |

## Médaillées
| Or             | Argent       | Bronze      |
| Jemima Sumgong | Eunice Kirwa | Mare Dibaba |

## Résultats
| Rang               | Athlète                      | Nationalité        | Temps           | Notes |
| ------------------ | ---------------------------- | ------------------ | --------------- | ----- |
| Médaille d'or      | Jemima Sumgong               | Kenya              | 2 h 24 min 04 s |       |
| Médaille d'argent  | Eunice Kirwa                 | Bahreïn            | 2 h 24 min 13 s |       |
| Médaille de bronze | Mare Dibaba                  | Éthiopie           | 2 h 24 min 30 s |       |
| 4                  | Tirfi Tsegaye                | Éthiopie           | 2 h 24 min 47 s |       |
| 5                  | Volha Mazuronak              | Biélorussie        | 2 h 24 min 48 s |       |
| 6                  | Shalane Flanagan             | États-Unis         | 2 h 25 min 26 s | SB    |
| 7                  | Desiree Linden               | États-Unis         | 2 h 26 min 08 s | SB    |
| 8                  | Rose Chelimo                 | Bahreïn            | 2 h 27 min 36 s |       |
| 9                  | Amy Cragg                    | États-Unis         | 2 h 28 min 25 s |       |
| 10                 | Kim Hye-song                 | Corée du Nord      | 2 h 28 min 36 s | SB    |
| 11                 | Kim Hye-gyong                | Corée du Nord      | 2 h 28 min 36 s |       |
| 12                 | Jeļena Prokopčuka            | Lettonie           | 2 h 29 min 32 s |       |
| 13                 | Valeria Straneo              | Italie             | 2 h 29 min 44 s | SB    |
| 14                 | Kayoko Fukushi               | Japon              | 2 h 29 min 53 s |       |
| 15                 | Gladys Tejeda                | Pérou              | 2 h 29 min 55 s | SB    |
| 16                 | Ana Dulce Félix              | Portugal           | 2 h 30 min 39 s |       |
| 17                 | Diana Lobačevskė             | Lituanie           | 2 h 30 min 48 s |       |
| 18                 | Milly Clark                  | Australie          | 2 h 30 min 53 s |       |
| 19                 | Tomomi Tanaka                | Japon              | 2 h 31 min 12 s |       |
| 20                 | Fionnuala McCormack          | Irlande            | 2 h 31 min 22 s | PB    |
| 21                 | Iwona Lewandowska            | Pologne            | 2 h 31 min 41 s |       |
| 22                 | Jessica Trengove             | Australie          | 2 h 31 min 44 s |       |
| 23                 | Monika Stefanowicz           | Pologne            | 2 h 32 min 49 s |       |
| 24                 | Lanni Marchant               | Canada             | 2 h 33 min 08 s |       |
| 25                 | Catherine Bertone            | Italie             | 2 h 33 min 29 s |       |
| 26                 | Eva Vrabcová-Nývltová        | République tchèque | 2 h 33 min 51 s |       |
| 27                 | Lilia Fisikowici             | Moldavie           | 2 h 34 min 05 s | PB    |
| 28                 | Alyson Dixon                 | Grande-Bretagne    | 2 h 34 min 11 s |       |
| 29                 | Maja Neuenschwander          | Suisse             | 2 h 34 min 27 s |       |
| 30                 | Sonia Samuels                | Grande-Bretagne    | 2 h 34 min 36 s |       |
| 31                 | Lisa Jane Weightman          | Australie          | 2 h 34 min 41 s |       |
| 32                 | Madaí Pérez                  | Mexique            | 2 h 34 min 42 s |       |
| 33                 | Olha Kotovska                | Ukraine            | 2 h 34 min 57 s | SB    |
| 34                 | Azucena Díaz                 | Espagne            | 2 h 35 min 02 s |       |
| 35                 | Krista DuChene               | Canada             | 2 h 35 min 29 s |       |
| 36                 | Jovana de la Cruz            | Pérou              | 2 h 35 min 49 s |       |
| 37                 | Rasa Drazdauskaitė           | Lituanie           | 2 h 35 min 50 s |       |
| 38                 | Vaida Žūsinaitė              | Lituanie           | 2 h 35 min 53 s |       |
| 39                 | Yiu Kit Ching                | Hong Kong          | 2 h 36 min 11 s | NR    |
| 40                 | Jessica Draskau-Petersson    | Danemark           | 2 h 36 min 14 s |       |
| 41                 | Beata Naigambo               | Namibie            | 2 h 36 min 32 s |       |
| 42                 | Ahn Seul-Ki                  | Corée du Sud       | 2 h 36 min 50 s |       |
| 43                 | Angie Orjuela                | Colombie           | 2 h 37 min 05 s |       |
| 44                 | Anja Scherl                  | Allemagne          | 2 h 37 min 23 s |       |
| 45                 | Maryna Damantsevich          | Biélorussie        | 2 h 37 min 34 s |       |
| 46                 | Mai Ito                      | Japon              | 2 h 37 min 37 s |       |
| 47                 | Veerle Dejaeghere            | Belgique           | 2 h 37 min 39 s |       |
| 48                 | Margarita Hernández          | Mexique            | 2 h 38 min 15 s |       |
| 49                 | Kim Kum-ok                   | Corée du Nord      | 2 h 38 min 24 s |       |
| 50                 | Kenza Dahmani                | Algérie            | 2 h 38 min 37 s |       |
| 51                 | Anne-Mari Hyryläinen         | Finlande           | 2 h 39 min 02 s |       |
| 52                 | Zsófia Erdélyi               | Hongrie            | 2 h 39 min 04 s |       |
| 53                 | Yue Chao                     | Chine              | 2 h 39 min 09 s |       |
| 54                 | Sitora Hamidova              | Ouzbékistan        | 2 h 39 min 45 s | PB    |
| 55                 | Anne Holm Baumeister         | Danemark           | 2 h 39 min 49 s |       |
| 56                 | Helalia Johannes             | Namibie            | 2 h 39 min 55 s |       |
| 57                 | Lizzie Lee                   | Irlande            | 2 h 39 min 57 s |       |
| 58                 | Esma Aydemir                 | Turquie            | 2 h 39 min 59 s |       |
| 59                 | Iuliia Andreeva              | Kirghizistan       | 2 h 40 min 34 s |       |
| 60                 | Andrea Deelstra              | Pays-Bas           | 2 h 40 min 49 s |       |
| 61                 | Ilona Marhele                | Lettonie           | 2 h 41 min 02 s |       |
| 62                 | Viktoriia Poliudina          | Kirghizistan       | 2 h 41 min 37 s |       |
| 63                 | Dina Lebo Phalula            | Afrique du Sud     | 2 h 41 min 46 s |       |
| 64                 | Andrea Mayr                  | Autriche           | 2 h 41 min 52 s |       |
| 65                 | Krisztina Papp               | Hongrie            | 2 h 42 min 03 s |       |
| 66                 | Svitlana Stanko-Klymenko     | Ukraine            | 2 h 42 min 26 s |       |
| 67                 | Mayada Al-Sayad              | Palestine          | 2 h 42 min 28 s |       |
| 68                 | Nyakisi Adero                | Ouganda            | 2 h 42 min 39 s | SB    |
| 69                 | Adriana Aparecida da Silva   | Brésil             | 2 h 43 min 22 s |       |
| 70                 | Lim Kyung-hee                | Corée du Sud       | 2 h 43 min 31 s |       |
| 71                 | Beverly Ramos                | Porto Rico         | 2 h 43 min 52 s |       |
| 72                 | Munkhzaya Bayartsogt         | Mongolie           | 2 h 43 min 55 s |       |
| 73                 | Erika Abril                  | Colombie           | 2 h 44 min 05 s |       |
| 74                 | Manuela Soccol               | Belgique           | 2 h 44 min 18 s |       |
| 75                 | Alina Armas                  | Namibie            | 2 h 44 min 20 s |       |
| 76                 | Breege Connolly              | Irlande            | 2 h 44 min 41 s |       |
| 77                 | Marina Hmelevskaya           | Ouzbékistan        | 2 h 45 min 06 s |       |
| 78                 | Marily dos Santos            | Brésil             | 2 h 45 min 08 s |       |
| 79                 | Hua Shaoqing                 | Chine              | 2 h 45 min 09 s |       |
| 80                 | Nebiat Habtemariam           | Érythrée           | 2 h 45 min 21 s |       |
| 81                 | Anna Hahner                  | Allemagne          | 2 h 45 min 32 s |       |
| 82                 | Lisa Hahner                  | Allemagne          | 2 h 45 min 33 s |       |
| 83                 | Tünde Szabó                  | Hongrie            | 2 h 45 min 37 s |       |
| 84                 | Els Rens                     | Belgique           | 2 h 45 min 52 s |       |
| 85                 | Luvsanlkhündegiin Otgonbayar | Mongolie           | 2 h 45 min 55 s |       |
| 86                 | Visiline Jepkesho            | Kenya              | 2 h 46 min 05 s |       |
| 87                 | Nataliya Lehonkova           | Ukraine            | 2 h 46 min 08 s |       |
| 88                 | Ourania Rebouli              | Grèce              | 2 h 46 min 32 s |       |
| 89                 | O. P. Jaisha                 | Inde               | 2 h 47 min 19 s |       |
| 90                 | Maor Tiyouri                 | Israël             | 2 h 47 min 27 s |       |
| 91                 | Jane Vongvorachoti           | Thaïlande          | 2 h 47 min 27 s |       |
| 92                 | Rutendo Nyahora              | Zimbabwe           | 2 h 47 min 32 s |       |
| 93                 | Yolimar Pineda               | Venezuela          | 2 h 47 min 34 s |       |
| 94                 | Mariya Korobitskaya          | Kirghizistan       | 2 h 47 min 53 s |       |
| 95                 | Silvia Paredes               | Équateur           | 2 h 48 min 01 s |       |
| 96                 | Christine Kalmer             | Afrique du Sud     | 2 h 48 min 24 s |       |
| 97                 | Lily Luik                    | Estonie            | 2 h 48 min 29 s |       |
| 98                 | Tereza Master                | Malawi             | 2 h 48 min 34 s |       |
| 99                 | María Elena Calle            | Équateur           | 2 h 48 min 39 s |       |
| 100                | Rosa Chacha                  | Équateur           | 2 h 48 min 52 s |       |
| 101                | Paula Todoran                | Roumanie           | 2 h 48 min 54 s |       |
| 102                | Dailín Belmonte              | Cuba               | 2 h 48 min 58 s |       |
| 103                | Sofia Riga                   | Grèce              | 2 h 49 min 07 s |       |
| 104                | Matea Matošević              | Croatie            | 2 h 50 min 00 s |       |
| 105                | Érika Olivera                | Chili              | 2 h 50 min 29 s |       |
| 106                | Ariana Hilborn               | Lettonie           | 2 h 50 min 51 s |       |
| 107                | Katarína Berešová            | Slovaquie          | 2 h 50 min 54 s |       |
| 108                | Militsa Mircheva             | Bulgarie           | 2 h 51 min 06 s |       |
| 109                | Chirine Njeim                | Liban              | 2 h 51 min 08 s |       |
| 110                | Rosa Godoy                   | Argentine          | 2 h 52 min 31 s |       |
| 111                | Sultan Haydar                | Turquie            | 2 h 53 min 57 s |       |
| 112                | Meryem Erdoğan               | Turquie            | 2 h 54 min 04 s |       |
| 113                | Hsieh Chien-ho               | Taipei chinois     | 2 h 54 min 18 s |       |
| 114                | Leila Luik                   | Estonie            | 2 h 54 min 38 s |       |
| 115                | Carmen Martínez              | Paraguay           | 2 h 56 min 43 s |       |
| 116                | Lucia Kimani                 | Bosnie-Herzégovine | 2 h 58 min 22 s |       |
| 117                | Rosemary Quispe              | Bolivie            | 2 h 58 min 32 s |       |
| 118                | Panayiota Vlahaki            | Grèce              | 2 h 59 min 12 s |       |
| 119                | Marija Vrajić                | Croatie            | 2 h 59 min 24 s |       |
| 120                | Kavita Tungar                | Inde               | 2 h 59 min 29 s |       |
| 121                | Sara Ramadhani               | Tanzanie           | 3 h 00 min 03 s |       |
| 122                | Irina Smolnikova             | Kazakhstan         | 3 h 00 min 31 s |       |
| 123                | Natalia Romero               | Chili              | 3 h 01 min 29 s |       |
| 124                | Mary Joy Tabal               | Philippines        | 3 h 02 min 27 s |       |
| 125                | Viviana Chavez               | Argentine          | 3 h 03 min 23 s |       |
| 126                | Claudette Mukasakindi        | Rwanda             | 3 h 05 min 57 s |       |
| 127                | Chen Yu-hsuan                | Taipei chinois     | 3 h 09 min 13 s |       |
| 128                | Graciete Santana             | Brésil             | 3 h 09 min 15 s |       |
| 129                | Niluka Geethani Rajasekara   | Sri Lanka          | 3 h 11 min 05 s |       |
| 130                | Natthaya Thanaronnawat       | Thaïlande          | 3 h 11 min 31 s |       |
| 131                | Neo Jie Shi                  | Singapour          | 3 h 15 min 18 s |       |
| 132                | Sarah Attar                  | Arabie saoudite    | 3 h 16 min 11 s |       |
| 133                | Nary Ly                      | Cambodge           | 3 h 20 min 20 s |       |
| -                  | Katarzyna Kowalska           | Pologne            | DNF             |       |
| -                  | Helah Kiprop                 | Kenya              | DNF             |       |
| -                  | Lornah Chemtai Korlima       | Israël             | DNF             |       |
| -                  | Anna Incerti                 | Italie             | DNF             |       |
| -                  | Christelle Daunay            | France             | DNF             |       |
| -                  | Alessandra Aguilar           | Espagne            | DNF             |       |
| -                  | Souad Aït Salem              | Algérie            | DNF             |       |
| -                  | Inés Melchor                 | Pérou              | DNF             |       |
| -                  | Kellys Arias                 | Colombie           | DNF             |       |
| -                  | Olivera Jevtić               | Serbie             | DNF             |       |
| -                  | Estela Navascués             | Espagne            | DNF             |       |
| -                  | Liina Luik                   | Estonie            | DNF             |       |
| -                  | María Peralta                | Argentine          | DNF             |       |
| -                  | Tigist Tufa                  | Éthiopie           | DNF             |       |
| -                  | Jéssica Augusto              | Portugal           | DNF             |       |
| -                  | Nastassia Ivanova            | Biélorussie        | DNF             |       |
| -                  | Shitaye Eshete               | Bahreïn            | DNF             |       |
| -                  | Gulzhanat Zhanatbek          | Kazakhstan         | DNF             |       |
| -                  | Daniela Cârlan               | Roumanie           | DNF             |       |
| -                  | Slađana Perunović            | Monténégro         | DNF             |       |
| -                  | Sara Moreira                 | Portugal           | DNF             |       |
| -                  | Koutar Boulaid               | Maroc              | DNF             |       |
| -                  | Daneja Grandovec             | Slovénie           | DNF             |       |
| -                  | Irvette van Zyl              | Afrique du Sud     | DNS             |       |

## Légende
Records et Performances
- AR : Record continental (area record)
- CR : Record des championnats (championship record)
- MR : Record du meeting (meet record)
- NR : Record national (national record)
- OR : Record olympique (olympic record)
- PR : Record paralympique (paralympic record)
- PB : Record personnel (personal best)
- SB : Meilleure performance personnelle de la saison (season's best)
- WL : Meilleure performance mondiale de l'année (world leader)
- WJR : Record du monde junior (world junior record)
- WR : Record du monde (world record)

Circonstances et Conditions
- DNF : N'a pas terminé (did not finish)
- DNS : N'a pas pris le départ (did not start)
- DQ : Disqualification (disqualification)
- NM : Aucun essai valable enregistré (No Mark)
- Q : Qualifié « directement » au prochain tour (ou à la prochaine compétition), lors d'une compétition majeure, grâce au classement ou à la réalisation des minima (automatic qualifier)
- q : Qualifié au prochain tour (ou à la prochaine compétition), lors d'une compétition majeure, grâce au repêchage ou à la réalisation de l'une des meilleures performances parmi celles des « non qualifiés directement » (grâce au meilleur temps ou à la meilleure distance par exemple) (secondary qualifier)